# Kaufering
Kaufering település Németországban, azon belül Bajorországban. Lakosainak száma 10 508 fő (2023. december 31.).

## Népesség
A település népessége az elmúlt években az alábbi módon változott:
| Lakosok száma | 1084 | 1488 | 6667 | 8140 | 10 103 | 10 162 | 10 375 | 10 391 | 10 193 | 10 508 |
|               | 1875 | 1950 | 1975 | 1987 | 2012   | 2014   | 2016   | 2017   | 2021   | 2023   |